# Tomàs Carnicer
Tomàs Carnicer (Lleida?, Catalunya, primera meitat del s. XIV - Lleida, 1373) fou un frare dominic, mestre de novicis del Convent de Lleida, i mestre de Vicent Ferrer. Fou venerat a l'Orde de Sant Domènec.

## Biografia
Tomàs Carnicer fou tingut com el més venerable dels dominics del convent de Lleida, destacant per la seva saviesa i virtut. En particular, es lliurà a la pregària. Fou mestre de novicis del convent. A Lleida, entre 1369 i 1372, va tenir com a deixeble Sant Vicent Ferrer, en qui influí considerablement. Amb el temps, Vicent Ferrer va lloar l'estil de predicació de Carnicer.
Fou sebollit al convent de Lleida. Quaranta anys després de la seva mort, Vicent Ferrer indicà el lloc on era sebollit, que no se sabia. Ell mateix promogué el culte a Carnicer. El seu cos, incorrupte, fou profanat i destruït pels soldats en 1726. Al segle xv, una reina d'Aragó n'havia pres el cap com a relíquia, duent-lo al palau. Els historiadors dominics el qualifiquen de venerable i benaurat, i en el martirologi dominic figura com a beat amb festivitat litúrgica el 28 de novembre. No obstant això, el seu culte fora de l'orde no s'ha mantingut.